# 자주새우상과
자주새우상과(Crangonoidea)는 생이하목에 속하는 갑각류 상과의 하나이다. 2개 과를 포함하고 있다.

## 하위 분류
- 자주새우과 (Crangonidae) Haworth, 1825 - 23개 속 포함.
- 글리포크란곤과 (Glyphocrangonidae) Smith, 1884 - 유일속 글리포크란곤속 (Glyphocrangon) 포함.